# 実像
実像（じつぞう、英: real image）とは、凸レンズ や凹面鏡の焦点の外に物体を置くとできる、屈折、反射された光線が実際に集まって作る像のことをいう。

## 凸レンズにおける実像

凸レンズによる実像の作図

凸レンズでは、物体を焦点よりも外側に置くことによって生じる。
作図をするには、凸レンズの項の光の進路3本のうちの2本を描けば像が収束する箇所がわかる（この場合は(1)と(3)を利用した）。光の逆進の原理から、像が収束するのはレンズ後側焦点の外側である。また図からわかるとおり、凸レンズによって生じる実像は倒立である。軸と平行にレンズを通った光は、レンズを通った後レンズの焦点を通る。レンズの中心を通った光は、レンズを通った後も、直進する。

## 凹面鏡における実像

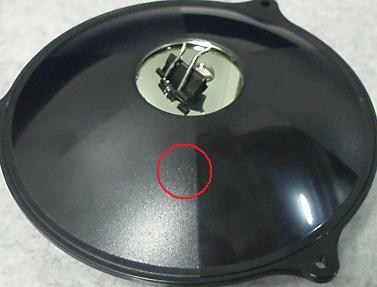
ボルマトリクス。見えている物（クリップ）は像であり、物体は赤丸の位置に存在する。

凹面鏡による実像は焦点の外側に物体を置くことによって生じる。このことは以下の作図によって示される。

作図からわかるとおり、この場合も実像は倒立である。最も身近な凹面鏡はスプーンである。この作図は1次元的であるため上下が逆になるだけであるが、実際の凹面鏡は2次元的であるために上下左右全てが逆になる。スプーンで自分の顔を映すとこのことが実感できる。